# Oblastní rada Jizre'elské údolí
Oblastní rada Jizre'elské údolí nebo Oblastní rada Emek Jizre'el (hebrejsky מועצה אזורית עמק יזרעאל, Mo'aca azorit Emek Jizre'el,anglicky Jezre'el Valley Regional Council) je oblastní rada v Severním distriktu v Izraeli. Většina jejích sídel se nachází v Jizre'elském údolí.

## Dějiny

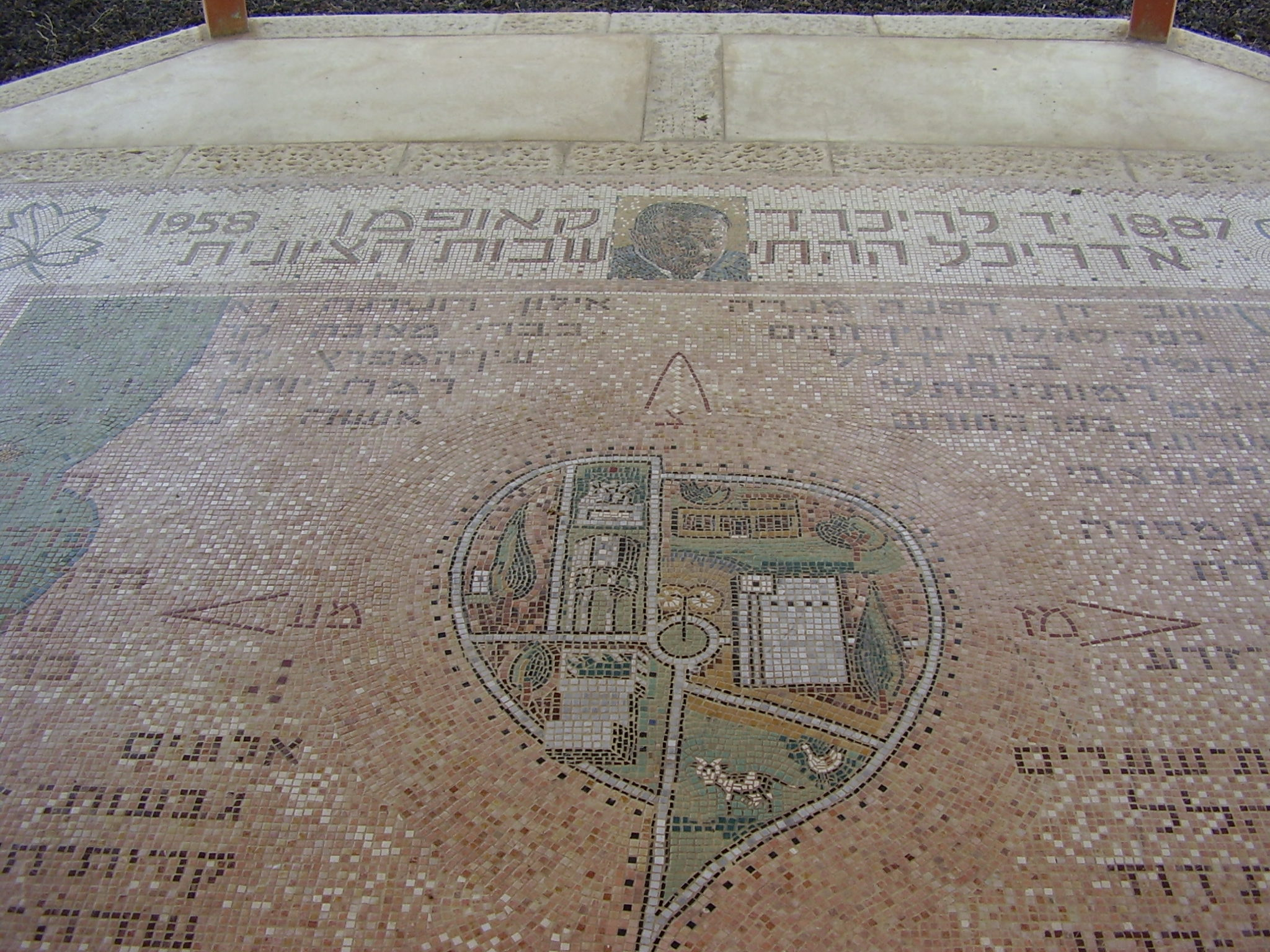
Mozaika v mošavu Kfar Jehošua

Oblast Jizre'elského údolí byla už ve starověku osídleným regionem s častými zmínkami v bibli. Novověké židovské osidlování zde začalo počátkem 20. století a inicioval ho sionistický aktivista Arthur Ruppin. Výkupy pozemků v údolí do židovského vlastnictví prováděl Jehošua Chankin. První takovou pozemkovou transakcí byl výkup 9500 dunamů (9,5 kilometrů čtverečních) v prostoru, kde pak vznikl mošav Merchavija jako první moderní židovské sídlo v tomto regionu. Další vlna židovského osidlování pak začala roku 1921. V následujících dekádách byla močálovitá krajina proměněna na úrodný pás s hustým zemědělským osídlení a s městem Afula jako novým centrem regionu. Afula ale členskou obcí této oblastní rady není, protože má statut města.
Po vzniku státu Izrael byly založeny v Jizre'elském údolí dvě oblastní rady: Oblastní rada Jizre'el (ve východní části) a Oblastní rada Kišon (v západní části). Ty byly roku 1980 sloučeny do jedné, pod současným názvem.
Sídlo úřadů oblastní rady leží poblíž vesnice Mizra. Starostou oblastní rady je אייל בצר - Ejal Bacar. Oblastní rada má velké pravomoci zejména v provozování škol, územním plánování a stavebním řízení nebo v ekologických otázkách.

## Seznam sídel
Oblastní rada Jizre'elské údolí sdružuje celkem 15 kibuců, 15 mošavů, 6 společných osad a 2 arabské (respektive beduínské) vesnice. Navzdory názvu oblastní rady se ne všechny její členské obce nacházejí přímo ve stejnojmenném údolí.
| Kibucy - Alonim - Dovrat - Ejn Dor - Gazit - Gvat - Ginegar - Harduf - ha-Solelim - Chanaton - Jif'at - Kfar ha-Choreš - Merchavija - Mizra - Ramat David - Sarid | Mošavy - Alonej Abba - Alon ha-Galil - Balfourija - Bejt Lechem ha-Glilit (Galilejský Betlém) - Bejt Še'arim - Bejt Zaid - Cipori (mošav) - ha-Jogev - Kfar Baruch - Kfar Gidon - Kfar Jehošua - Merchavija - Nahalal - Sde Ja'akov - Tel Adašim | Společné osady - Adi - Achuzat Barak - Givat Ela - Hoša'aja - Šimšit - Timrat | Arabské vesnice - Manšija Zabda - Sava'id Chamrija |

## Demografie
K 31. prosinci 2014 žilo v Oblastní radě Jizre'elské údolí 35 900 obyvatel. Z celkové populace bylo 33 700 Židů. Včetně statistické kategorie "ostatní" tedy nearabští obyvatelé židovského původu ale bez formální příslušnosti k židovskému náboženství jich bylo 34 400. Ostatní obyvatelé patří převážně do etnické skupiny izraelských Arabů.
| Rok            | 1961   | 1972   | 1983   | 1995   | 2006   | 2008   | 2009   | 2010   | 2011   | 2012   | 2013   | 2014   |
| -------------- | ------ | ------ | ------ | ------ | ------ | ------ | ------ | ------ | ------ | ------ | ------ | ------ |
| Počet obyvatel | 11 300 | 11 100 | 18 000 | 30 000 | 29 300 | 29 600 | 31 000 | 32 100 | 33 600 | 34 100 | 35 200 | 35 900 |